# 지속발기증
지속발기증(持續勃起症, 영어: priapism) 혹은 발기지속증은 자극 없이, 또 자극이 끝난 뒤에도 성기의 발기가 수시간 동안 유지되는 질병이다. 병적으로 발기가 지속되는 것으로 오래 지속될 경우 혈액 유통에 문제가 생겨 성기가 괴사에 빠질수도 있다. 심한 통증이 계속된다. 흔한 원인은 척추신경의 이상이나 약물 사용이다.

## 치료
- 직장내 얼음조각 넣기
- Pseudoephedrine (특히 aloprostadil 주사에 의한 경우에는) 2정을 경구 투여 필요시 3시간 30분후 반복

응급인 경우
- 편측 corpora cavernosa를 통하여 귀두를 통하여 20cc 혈액 배출 이후 식염수 주입
- 그래도 안 되면 1 mg araminie을 N/S 10cc에 정맥 주사후 천천히 마사지